# Fléac-sur-Seugne
Fléac-sur-Seugne é uma comuna francesa na região administrativa da Nova Aquitânia, no departamento de Charente-Maritime. Estende-se por uma área de 8,28 km². Em 2010 a comuna tinha 374 habitantes (densidade: 45,2 hab./km²).